# Crónica de un subversivo latinoamericano
Crónica de un subversivo latinoamericano es una película venezolana de drama y suspenso estrenada en 1975, dirigida por el cineasta mexicano-venezolano Mauricio Walerstein.
Se trata de una adaptación libre del libro FALN, Brigada Uno de Luis Correa y narra el secuestro en la vida real por parte de las FALN del coronel estadounidense Michael Smolen (interpretado como el coronel Robert Whitney por el actor Claudio Brook) en venganza por la sentencia de muerte de Nguyễn Văn Trỗi.

## Sinopsis
La película se centra en las actividades de un grupo guerrillero en Venezuela durante 1964, quienes secuestran al coronel estadounidense Robert Whitney con el objetivo de intercambiarlo por un combatiente vietnamita condenado a muerte. La narrativa aborda los preparativos y la ejecución del secuestro, así como las consecuencias que este acto desencadena, incluyendo la respuesta de las autoridades venezolanas y la tensión dentro del grupo insurgente.

## Reparto
- Miguel Ángel Landa como Juan Carlos
- Claudio Brook como Coronel Robert Whitney
- Pedro Laya
- Orlando Urdaneta como Miguel Ángel Rivas
- Pedro Luna
- Eva Mondolfi
- Perla Vonasek
- Oscar Mendoza
- José Ignacio Cabrujas
- Lucio Bueno
- María Eugenia Domínguez
- Asdrúbal Meléndez
- Julio Mota

## Producción
La película fue una coproducción entre Venezuela y México, realizada por las productoras Rojas y Walerstein Productora Cinematográfica y Alfa Films Internacional. El guion fue escrito por Luis Correa, José Ignacio Cabrujas y el propio Mauricio Walerstein. La música estuvo a cargo de Miguel Ángel Fúster Coll y la dirección de fotografía fue realizada por Abigail Rojas.
Crónica de un subversivo latinoamericano adapta libremente el libro testimonial FALN, Brigada Uno, en donde el cineasta y guerrillero Luis Correa narra de for,a testimonial el secuestro del coronel estadounidense Michael Smolen en venganza por la sentencia de muerte de Nguyễn Văn Trỗi.

## Temática y contexto
La historia refleja las luchas políticas y sociales de la época en América Latina, destacando la influencia de movimientos revolucionarios y la intervención de los Estados Unidos en la región. 
La película se enmarca en el contexto histórico de las Fuerzas Armadas de Liberación Nacional, un grupo guerrillero activo en la década de 1960 que buscaba establecer un estado socialista en el país. La FALN llevó a cabo diversas actividades insurgentes, incluyendo secuestros y sabotajes, en su lucha contra los gobiernos Rómulo Betancourt y Raúl Leoni.

## Recepción y legado
Crónica de un subversivo latinoamericano fue reconocida en el ámbito internacional, siendo nominada al premio Gold Hugo en el Festival Internacional de Cine de Chicago en 1976. La película ha sido valorada por su representación realista de la lucha armada y la complejidad de los conflictos ideológicos de la época, ofreciendo una perspectiva crítica sobre las estrategias revolucionarias y las respuestas gubernamentales en América Latina durante los años 60.
La película ha sido objeto de análisis y estudios académicos por su aporte a la cinematografía latinoamericana y su representación de las luchas sociales y políticas en la región. Su enfoque en la guerrilla venezolana y las dinámicas internas de los movimientos revolucionarios ofrece una visión profunda de los conflictos y desafíos enfrentados durante ese período histórico.